# NGC 6575
NGC 6575 este o galaxie situată în constelația Hercule. A fost descoperită în 7 iunie 1866 de către Édouard Stephan⁠(d).